# 朱自舜
朱自舜（1909年—1996年），亦用名朱自纯、朱子纯，女，重庆万州人，毕业于莫斯科中山大学，二十八个半布尔什维克之一（也是其中四名女性之一），曾从事情报工作，后淡出政治。
朱自舜1925年加入共青团，次年成为中共党员，在重庆从事学生运动和妇女运动工作。1927年被派往武汉江岸铁路工人区区委工作。1928年受党组织派遣，赴苏联莫斯科中山大学和共产国际秘密通信学校学习，六大期间被选为代表。1931年与李敬永结婚，1933年在执行任务期间双双被国民党逮捕，后逃脱，建国前曾患重病。建国后在高等教育部任职。文革期间受到影响，后恢复名誉。1996年在北京病逝，享年87岁，骨灰安放于八宝山革命公墓。

## 家庭与友人
- 好友：孟庆树
- 丈夫：李敬永